# Jung, brutal, gutaussehend 3
Jung, brutal, gutaussehend 3, auch bekannt als JBG3, ist das dritte Kollaboalbum der beiden Deutschrapper Kollegah und Farid Bang.
Es erschien am 1. Dezember 2017 über die Labels Banger Musik und Alpha Music Empire. Das Album schaffte es durch Vorbestellungen bereits acht Tage vor der Veröffentlichung in Deutschland Goldstatus zu erreichen. Das Album stieß teilweise auf starke Kritik, wobei den Künstlern vor allem frauenfeindliche und antisemitische Texte vorgeworfen wurden.
Nachdem Kollegah und Farid Bang im April 2018 aufgrund von hohen Verkaufszahlen einen Echo für ihr Werk erhielten, wurde der Veranstalter der Preisverleihung, die Deutsche Phono-Akademie, stark kritisiert, was letztendlich zur Abschaffung des Preises führte.

## Hintergrund
Kollegah und Farid Bang veröffentlichten bereits gemeinsam die Alben Jung, brutal, gutaussehend (2009) und Jung, brutal, gutaussehend 2 (2013), von denen sich insbesondere letzteres großer Beliebtheit erfreute. Beide Alben wurden über das Independent-Label Selfmade Records veröffentlicht und von der Bundesprüfstelle für jugendgefährdende Medien indiziert.
Im März 2016 kündigte Farid Bang auf der Single 100 Bars erstmals einen dritten Teil der JBG-Reihe an. Eine weitere inoffizielle Ankündigung gab es im August 2016 auf Facebook. Anfang September 2017 kündigten beide an, dass Jung, brutal, gutaussehend 3 im Dezember 2017 erscheinen werde; Ende September erschien mit Sturmmaske auf (Intro) die erste Single des Albums.

„JBG-2 war schon sehr so eine Funny-Nummer [...] und JBG-3 ist halt vom Album her sehr, sehr stark an JBG-1 angelehnt“

Die Aufnahmen für das Album wurden im Oktober 2017 abgeschlossen. Am 20. November 2017 wurde die Titelliste veröffentlicht; das Album erschien schließlich am 1. Dezember 2017.
Aufgrund des kommerziellen Erfolgs von Jung, brutal, gutaussehend 3 gaben Kollegah und Farid Bang bekannt, eine Neuauflage des Albums mit dem Untertitel Platin war gestern veröffentlichen zu wollen. Diese Version sollte neben dem regulären Album noch zwei EPs mit insgesamt 15 zusätzlichen Songs beinhalten. Im Juni 2018 gaben die Rapper jedoch bekannt, statt einer Neuauflage von JBG3 ein eigenständiges Album mit dem Titel Platin war gestern herausbringen zu wollen. Dieses erschien am 10. August 2018 und wurde von Groove Attack vertrieben.

## Titelliste
Neben dem Hauptalbum, das aus 17 Liedern besteht, waren in verschiedenen Versionen des Albums noch weitere Lieder enthalten. Am 22. Dezember 2017 erschien eine X-Mas Edition und am 29. Dezember eine New Year Edition des Albums mit jeweils einem zusätzlichen Lied.
| Nr.          | Titel                               | Text                 | Musik                                                | Länge   |
| ------------ | ----------------------------------- | -------------------- | ---------------------------------------------------- | ------- |
| 1.           | Sturmmaske auf (Intro)              | Kollegah, Farid Bang | Joznez, Johnny Illstrument                           | 3:52    |
| 2.           | Ave Maria                           | Kollegah, Farid Bang | Juh-Dee, Phil Fanatic, Hookbeats                     | 3:22    |
| 3.           | Gamechanger                         | Kollegah, Farid Bang | Mesh, Gee Futuristic, Nikki 3k                       | 3:30    |
| 4.           | Rap wieder Rap                      | Kollegah, Farid Bang | Gee Futuristic                                       | 3:50    |
| 5.           | Studiogangster                      | Kollegah, Farid Bang | Juh-Dee, Gee Futuristic, Nikki 3k                    | 3:03    |
| 6.           | Wenn der Gegner am Boden liegt      | Kollegah, Farid Bang | Freshmaker, Lea Canere                               | 3:06    |
| 7.           | Es wird Zeit                        | Kollegah, Farid Bang | C-Wash                                               | 4:30    |
| 8.           | Düsseldorfer                        | Kollegah, Farid Bang | Juh-Dee                                              | 3:48    |
| 9.           | Jagdsaison                          | Kollegah, Farid Bang | Joznez, Johnny Illstrument, Toxik Tyson, Reflectionz | 2:46    |
| 10.          | Jung Brutal Gutaussehend 2017       | Kollegah, Farid Bang | Joznez, Johnny Illstrument, Juh-Dee                  | 3:58    |
| 11.          | Frontload                           | Kollegah, Farid Bang | Juh-Dee                                              | 3:23    |
| 12.          | Warlordz                            | Kollegah, Farid Bang | Abaz, Clay Beatz, Juh-Dee                            | 3:06    |
| 13.          | Die letzte Gangsterrapcrew          | Kollegah, Farid Bang | Joznez, Johnny Illstrument, Toxik Tyson              | 3:26    |
| 14.          | Massephase                          | Kollegah, Farid Bang | Juh-Dee                                              | 3:01    |
| 15.          | Eines Tages                         | Kollegah, Farid Bang | Joznez, Johnny Illstrument                           | 3:16    |
| 16.          | In jeder deutschen Großstadt        | Kollegah, Farid Bang | Juh-Dee                                              | 4:03    |
| 17.          | Älter brutaler skrupelloser (Outro) | Kollegah, Farid Bang | Juh-Dee, Gee Futuristic, Nikki 3k                    | 4:20    |
| Gesamtlänge: | Gesamtlänge:                        | Gesamtlänge:         | Gesamtlänge:                                         | 1:00:20 |

| \| Nr. \| Titel \| Text \| Musik \| Länge \| \| ------------ \| ----------------------------- \| -------------------- \| ----------------------- \| ------- \| \| 18. \| Die JBG3 Weihnachtsgeschichte \| Kollegah, Farid Bang \| Phil Fanatic, Hookbeats \| 4:10 \| \| Gesamtlänge: \| Gesamtlänge: \| Gesamtlänge: \| Gesamtlänge: \| 1:04:30 \| |                               |                      |                         |         |
| Nr. | Titel                         | Text                 | Musik                   | Länge   |
| 18. | Die JBG3 Weihnachtsgeschichte | Kollegah, Farid Bang | Phil Fanatic, Hookbeats | 4:10    |
| Gesamtlänge: | Gesamtlänge:                  | Gesamtlänge:         | Gesamtlänge:            | 1:04:30 |

| \| Nr. \| Titel \| Text \| Musik \| Länge \| \| ------------ \| --------------- \| -------------------- \| ------------ \| ------- \| \| 19. \| One Night Stand \| Kollegah, Farid Bang \| Juh-Dee \| 2:45 \| \| Gesamtlänge: \| Gesamtlänge: \| Gesamtlänge: \| Gesamtlänge: \| 1:07:15 \| |                 |                      |              |         |
| Nr. | Titel           | Text                 | Musik        | Länge   |
| 19. | One Night Stand | Kollegah, Farid Bang | Juh-Dee      | 2:45    |
| Gesamtlänge: | Gesamtlänge:    | Gesamtlänge:         | Gesamtlänge: | 1:07:15 |

| \| Nr. \| Titel \| Text \| Musik \| Länge \| \| ------------ \| ------------------ \| -------------------- \| ------------------ \| ----- \| \| 1. \| Ghettosuperstars 2 \| Kollegah, Farid Bang \| David, Eli \| 3:40 \| \| 2. \| Drecksjob \| Kollegah, Farid Bang \| B-Case, HNDRC \| 3:22 \| \| 3. \| Minotaurusnacken \| Kollegah, Farid Bang \| Abaz, Clay Beatz \| 2:55 \| \| 4. \| 0815 \| Kollegah, Farid Bang \| Juh-Dee, Joshimixu \| 2:47 \| \| 5. \| Ja ich will \| Kollegah, Farid Bang \| Juh-Dee \| 2:46 \| \| Gesamtlänge: \| Gesamtlänge: \| Gesamtlänge: \| Gesamtlänge: \| 15:30 \| |                    |                      |                    |       |
| Nr. | Titel              | Text                 | Musik              | Länge |
| 1. | Ghettosuperstars 2 | Kollegah, Farid Bang | David, Eli         | 3:40  |
| 2. | Drecksjob          | Kollegah, Farid Bang | B-Case, HNDRC      | 3:22  |
| 3. | Minotaurusnacken   | Kollegah, Farid Bang | Abaz, Clay Beatz   | 2:55  |
| 4. | 0815               | Kollegah, Farid Bang | Juh-Dee, Joshimixu | 2:47  |
| 5. | Ja ich will        | Kollegah, Farid Bang | Juh-Dee            | 2:46  |
| Gesamtlänge: | Gesamtlänge:       | Gesamtlänge:         | Gesamtlänge:       | 15:30 |

## Covergestaltung
Das Albumcover ist düster gehalten. Es zeigt die Künstler Kollegah und Farid Bang in Schutzwesten vor drei Lichtkegeln posierend. Den oberen Bildrand schmücken die Namen der beiden Künstler sowie die Namen der Label. Die Bildmitte ziert ein JBG3-Logo mit Bildunterschrift. Das Cover bildet einen klaren stilistischen Anschluss an die vorangegangenen Werke in einer moderneren und qualitativ hochwertigeren Version. Es wurde von dem Fotografen Denis Ignatov in Zusammenarbeit mit dem Art Director Daniel Lanzrath und dem Producer Justus Ullrich angefertigt. Die Bildbearbeitung erfolgte durch Jong-Ho Bark. Für die Typografie ist der Grafiker Adopekid verantwortlich.
Auf dem Cover der X-Mas Edition befindet sich unter dem JBG3-Schriftzug ein weiterer kleiner Schriftzug, auf dem X-Mas Edition steht. Dasselbe gilt für die New Year Edition.

## Vermarktung

### Singles und Videos
Am 28. September 2017 wurde über den YouTube-Kanal von Banger Musik ein Teaser für die Parodie Zieh’ den Rucksack aus von Kollegah und Farid Bang veröffentlicht. Darin machen sie sich über deutschen Afro-Trap lustig. Am selben Tag wurde die erste Single Sturmmaske auf (Intro) auf dem Kanal von Kollegah hochgeladen. Das Video wurde von Shaho Casado produziert; Banger-Musik-Mitbegründer Mohamed „Mo7art“ Elbouhlali fungierte als Aufnahmeleiter. Im Video ist ein Monstertruck mit der Aufschrift JBG3 zu sehen, auf und in dem Kollegah und Farid Bang rappen. Bereits in dieser Single wurden mehrere Rapper gedisst, beispielsweise RIN, MOK, Laas Unltd., Sido, Kool Savas, Zuna und Sun Diego. Am 13. Oktober 2017 erschien die Parodie Farid Ben & Friend (JBG3 Disstrack), die zwar kein Bestandteil des Albums ist, jedoch eng in die Promotionsphase eingebunden war. Darin dissen Farid Bang und Kollegah als ihre Alter Egos Farid Ben und Friend das Album und sich selbst. Farid Ben und Friend kritisieren die Brutalität des Albums und setzen sich für ein freundschaftliches Miteinander ein.
Die zweite Singleauskopplung Gamechanger wurde am 2. November 2017 veröffentlicht. Im Song werden abermals verschiedene Rapper gedisst, darunter Miami Yacine der KMN Gang sowie MOK, Laas Unltd. und Sun Diego. Zusätzlich gibt es Anspielungen auf den bei ersguterjunge unter Vertrag stehenden Rapper Shindy.
Die letzte Single des Albums, Ave Maria, kam am 30. November 2017, einen Tag vor der Albumveröffentlichung, heraus. In dieser Single wurden unter anderem Bushido und Shindy namentlich gedisst.

### Steelbox
Das Album war zur Vorbestellung als limitierte Steelbox erhältlich. Unter allen Box-Bestellern wurden zwei Mercedes-AMG C 63 S sowie zwei Rolex Datejust verlost. Im Oktober 2017 kündigten Kollegah und Farid Bang die §185 EP als Bonus der Steelbox an. § 185 behandelt im deutschen Strafgesetzbuch das Thema Beleidigung. Auf der EP befinden sich fünf extra Lieder.

### Tournee
Bereits mit der Veröffentlichung der ersten Single Sturmmaske auf (Intro) am 28. September 2017 kündigten Kollegah und Farid Bang eine „JBG3“-Tour für 2018 an. Die Tournee begann am 5. Januar 2018 in Köln und endete am 24. Januar nach insgesamt 13 Shows in dem Ringlokschuppen, dem heutigen Lokschuppen, in Bielefeld.

### Disses
Folgende Rapperinnen, Rapper & Produzenten werden auf dem Album gedisst (nach Reihenfolge): Zuna, Miami Yacine, Nash, Azet, RIN, Laas Unltd., MOK, Bushido, Sido, Ali Bumaye, Shindy, Sun Diego, Ferris MC, Teesy, Sierra Kidd, Chakuza, DJ Desue, Kitty Kat, Melbeatz, SXTN, Metrickz, M.O.030, Estikay, Cro, Silla, Julien Sewering, Kool Savas, Marcus Staiger, B-Tight und Curse.

## Rezeption

### Kommerzieller Erfolg und Chartplatzierungen
Die erste Singleauskopplung Sturmmaske auf (Intro) stieg auf Platz 1 der deutschen Singlecharts ein. Für Kollegah und Farid Bang war es jeweils das erste Mal, dass sie mit einer Single auf der Spitzenposition der Charts standen. Ebenfalls ist es zum ersten Mal in der Geschichte der Deutschen Musikcharts zwei Deutschrappern gelungen, sich mit zwei verschiedenen Songs gleichzeitig in den Top 5 der Charts zu platzieren. Neben Sturmmaske auf (Intro) gelang ihnen der Einstieg mit dem Lied Zieh’ den Rucksack aus auf Platz 4. Die zweite Single Gamechanger konnte sich ebenfalls in den Top 10 der deutschen Single-Charts platzieren. In Österreich erreichte es die 16 und in der Schweiz die 24. Die dritte und letzte Single Ave Maria stieg auf die fünf der deutschen Single-Charts und in die Top 20 der österreichischen und Schweizer Charts ein.
Jung Brutal Gutaussehend 3 erreichte in Deutschland, Österreich und der Schweiz die Spitze der Albumcharts. Für Kollegah ist es der sechste und für Farid Bang der vierte Nummer-eins-Erfolg in Deutschland. In den deutschen Album-Jahrescharts 2017 und 2018 belegte es Platz 4 bzw. 41.
| ChartsChartplatzierungen | Höchstplatzierung | Wochen |
| ------------------------ | ----------------- | ------ |
| Deutschland (GfK)        | 1 (15 Wo.)        | 15     |
| Österreich (Ö3)          | 1 (19 Wo.)        | 19     |
| Schweiz (IFPI)           | 1 (13 Wo.)        | 13     |

| ChartsJahrescharts (2017) | Platzierung |
| ------------------------- | ----------- |
| Deutschland (GfK)         | 4           |
| Österreich (Ö3)           | 14          |
| Schweiz (IFPI)            | 43          |

| ChartsJahrescharts (2018) | Platzierung |
| ------------------------- | ----------- |
| Deutschland (GfK)         | 41          |

### Kritiken
Die Kritiken zum Album fielen durchschnittlich bis negativ aus.
Auf laut.de wurde Jung, brutal, gutaussehend 3 mit 3 von 5 möglichen Punkten bewertet. Der Autor Max Brandl bezeichnet es dabei als „klar den besten Teil“ der JBG-Trilogie, aber bedenkt das Album ebenso mit den Worten „olympischer Kraftdreikampf mit Ausdrücken.“
Rappers.in gab dem Album 2,5 von 6 möglichen Punkten. Ihnen zufolge klinge es „nach Müll“.
Ebenso negativ fiel die Kritik der Rap.de-Redaktion aus. Positiv bewertet wurden die Wie-Vergleiche und Wortspiele, der „Retro-Charme“ des Albums sowie die „gut produzierten“ Beats, negativ erwähnt wurden jedoch insbesondere fehlender Inhalt, eine „Kontextlosigkeit der einzelnen Zeilen“, eine hohe Dichte an „Füller-Lines“, teilweise unzureichende Pointen, fehlende Innovation sowie „die raptechnischen Unzulänglichkeiten“. Als letztere wurden vor allem „monotone Flows“ und „die zahlreichen Flowfehler“ genannt.

### Echoverleihung 2018
Aufgrund des kommerziellen Erfolgs wurde Jung, brutal, gutaussehend 3 bei der Echoverleihung 2018 zweimal nominiert, jedoch bezeichnete der Echo-Beirat das Album aufgrund der respektlosen und gewaltverherrlichenden Texte, insbesondere beim Bonussong 0815, als „absoluten Grenzfall“. Letztendlich gewannen Kollegah und Farid Bang den Preis in der Kategorie Hip-Hop/Urban national. Die nachfolgende Kontroverse über die Verleihung trotz des als antisemitisch kritisierten Liedtextes führte zur Abschaffung des Echo im April 2018.
Nach heftiger Kritik gegen das Label BMG, welches Jung, brutal, gutaussehend 3 veröffentlicht hatte, gab dieses Ende April 2018 bekannt, die Kooperation mit Kollegah und Farid Bang vorerst beendet zu haben.

### Indizierung
Im September 2018, neun Monate nach Veröffentlichung, wurde das Album durch die Bundesprüfstelle für jugendgefährdende Medien indiziert. Für die Indizierung waren die auf dem Album enthaltenen Lieder Gamechanger und Wenn der Gegner am Boden liegt sowie die auf der Bonus-EP „§ 185“ enthaltenen Stücke Ghettosuperstars 2 und 0815 ausschlaggebend. In seiner Begründung nannte das Gremium eine „[...] verrohende sowie eine Frauen diskriminierende Wirkung.“ Durch die Indizierung darf das Album nicht mehr an Personen unter 18 Jahren verkauft werden. Die beiden Vorgängeralben waren ebenfalls indiziert worden.
Als Antwort auf die Indizierung veröffentlichten Kollegah und Farid Bang Ende September 2018 eine neue Version des Albums mit dem Titel Jung, brutal, gutaussehend XXX. Alle für die Indizierung verantwortlichen Titel wurden dabei vom Album entfernt. Damit ist diese neue Version des Albums wieder frei erhältlich.

### Auszeichnungen für Musikverkäufe
Das Album erreichte in Deutschland bereits acht Tage vor dem Erscheinungsdatum Gold-Status für mehr als 100.000 verkaufte Einheiten. Am 12. Dezember wurde das Album auch in Österreich mit Gold ausgezeichnet. Im April 2018 erhielt es für über 200.000 Verkäufe in Deutschland eine Platin-Schallplatte. Im Zuge der Indizierung wurden dem Rap-Duo die Schallplattenauszeichnungen wieder entzogen. In den Richtlinien zur Verleihung von Gold- und Platinauszeichnungen des BVMI heißt es unter § 1.3.: „Titel und deren Trägermedien, die von der Bundesprüfstelle für jugendgefährdende Medien (BPjM) in die Liste der jugendgefährdenden Medien aufgenommen worden sind, werden ab dem Zeitpunkt der Bekanntgabe einer entsprechenden Entscheidung der BPjM zur Indizierung des Titels mit Wirkung für die Vergangenheit und die Zukunft aus der Errechnung der Verkaufszahlen herausgenommen und der Status entsprechend angepasst.“

| Land/Region        | Auszeichnungen für Musikverkäufe (Land/Region, Auszeichnung, Verkäufe) | Verkäufe |
| ------------------ | ---------------------------------------------------------------------- | -------- |
| Deutschland (BVMI) | —                                                                      | 200.000  |
| Österreich (IFPI)  | Gold                                                                   | 7.500    |
| Insgesamt          | 1× Gold ·                                                              | 207.500  |